# Fray Luis Beltrán
Fray Luis Beltrán är en ort i Argentina.   Den ligger i provinsen Río Negro, i den södra delen av landet, 800 km sydväst om huvudstaden Buenos Aires. Fray Luis Beltrán ligger 135 meter över havet och antalet invånare är 6 401.
Terrängen runt Fray Luis Beltrán är mycket platt, och sluttar österut. Närmaste större samhälle är Choele Choel, 9,1 km nordost om Fray Luis Beltrán.
Trakten runt Fray Luis Beltrán består till största delen av jordbruksmark. Trakten runt Fray Luis Beltrán är nära nog obefolkad, med mindre än två invånare per kvadratkilometer.